# Smartmontools
Smartmontools (S.M.A.R.T. Monitoring Tools) é um conjunto de programas utilitários (smartctl e smartd) para controlar e monitorar sistemas de armazenamento de computador usando sistema Self-Monitoring, Analysis and Reporting Technology (S.M.A.R.T.) embutido nos discos rígidos (P)ATA, Serial ATA e SCSI mais modernos.
Smartmontools mostra sinais precoces de problemas da unidade de disco rígido detectadas pelo S.M.A.R.T., muitas vezes um pré-aviso de falha iminente, enquanto ainda é possível fazer backup de dados.
A partir do final de 2010 a configuração ATA Error Recovery Control foi suportada pelo Smartmontools, permitindo-lhe configurar muitos discos rígidos da classe de desktop e laptop para uso em um array RAID e vice-versa.
A maioria das distribuições do Linux oferecem o pacote smartmontools.

## Interface de usuário

### Nativo
smartctl e smartd possuem uma interface de linha de comando.

### GUI de terceiros
GSmartControl é uma interface gráfica de usuário (GUI) multiplataforma para o smartctl desenvolvida por Alexander Shaduri.
SMART Utility é um programa para Mac OS X com uma GUI baseada no smartmontools.
HDD Guardian é uma GUI apenas para Windows para o smartctl.